# Bronislavia robusta
Bronislavia robusta is een keversoort uit de familie loopkevers (Carabidae). De wetenschappelijke naam van de soort is voor het eerst geldig gepubliceerd in 1890 door A.Semenov.